# Lagtävlingen i fälttävlan i ridsport vid olympiska sommarspelen 1984
Lagtävlingen i fälttävlan i ridsport vid olympiska sommarspelen 1984 var en av sex ridsportgrenar som avgjordes under de olympiska sommarspelen 1984. 

## Medaljörer
| Event | Guld                                                                            | Silver                                                                | Brons                                                                        |
| Lag   | USA John Michael Plumb Karen Stives Torrance Watkins-Fleischmann Bruce Davidson | Storbritannien Virginia Holgate Ian Stark Diana Clapham Lucinda Green | Västtyskland Dietmar Hogrefe Bettina Overesch Burkhard Tesdorpf Claus Erhorn |

## Resultat
| Placering | Nation         | Poäng   |
| 1         | USA            | -186.00 |
| 2         | Storbritannien | -189.20 |
| 3         | Västtyskland   | -234.00 |
| 4         | Frankrike      | -236.00 |
| 5         | Australien     | -258.40 |
| 6         | Nya Zeeland    | -280.00 |
| 7         | Italien        | -280.70 |
| 8         | Sverige        | -339.85 |
| 9         | Irland         | -363.55 |
| 10        | Kanada         | -468.40 |
| -         | Mexiko         | DNF     |